# Upplands runinskrifter 663
Upplands runinskrifter 663 är en vikingatida runsten av röd granit i Signildsberg, Håtuna socken och Upplands-Bro kommun. Runstenen är cirka 1,15 meter hög och 0,4 meter bred. Runhöjden är ungefär 5 centimeter. Stenens ursprungliga plats är inte känd.

## Inskriften
Translitterering av runraden:
osgun ' lit ' rita ' stain ' eftiʀ ' sun ' sen ' þorgisl
Normalisering till runsvenska:
Asgunnr let retta stæin æftiʀ sun sinn Þorgisl.
Översättning till nusvenska:
Åsgunn lät resa stenen efter sin son Torgisl.